# Charles G. Sommer
Charles G. Sommer (Cleveland (Ohio), 16 de juliol de 1864 - 12 de febrer de 1925) fou un compositor estatunidenc del Romanticisme.
Els seus pares George Sommer i Otillia Haack, estaven molt interessats en què Charles estudiés música i el van enviar a Alemanya al Conservatori de Dresden, i després amb alguns professors particulars, també a Alemanya. Fou a partir del 1891 que retornà a la seva ciutat natal, on es dedicà a l'ensenyança. Va dirigir diverses associacions musicals entre elles la Ganton Symphony Orchestra.
Va compondre: simfonies, obertures, concerts, peces per a piano i violí, obres orquestrals, el poema simfònic Hero and Leander, cors i melodies vocals.
També va publicar diversos treballs crítics i didàctics.